# Червонка (Лодзинське воєводство)
Червонка (пол. Czerwonka) — село в Польщі, у гміні Желехлінек Томашовського повіту Лодзинського воєводства.
Населення — 207 осіб (2011).
У 1975-1998 роках село належало до Пйотрковського воєводства.

## Демографія
Демографічна структура станом на 31 березня 2011 року:
|          | Загалом | Допрацездатний вік | Працездатний вік | Постпрацездатний вік |
| -------- | ------- | ------------------ | ---------------- | -------------------- |
| Чоловіки | 105     | 21                 | 68               | 16                   |
| Жінки    | 102     | 24                 | 52               | 26                   |
| Разом    | 207     | 45                 | 120              | 42                   |